# Svizzera ai Giochi della XXX Olimpiade
La Svizzera ha partecipato ai Giochi della XXX Olimpiade di Londra, che si sono svolti dal 27 luglio al 12 agosto 2012 con una rappresentativa composta da 102 atleti.
Il portabandiera alla cerimonia di apertura è stato il tennista Stan Wawrinka.

## Atletica leggera
Gli atleti svizzeri qualificati sono stati 12.

### Uomini
| Atleta         | Gara           | Batteria | Batteria  | Quarti | Quarti      | Semifinale | Semifinale | Finale  | Finale    |
| Atleta         | Gara           | Tempo    | Posizione | Tempo  | Posizione   | Tempo      | Posizione  | Tempo   | Posizione |
| -------------- | -------------- | -------- | --------- | ------ | ----------- | ---------- | ---------- | ------- | --------- |
| Kariem Hussein | 400 m ostacoli | non      | partito   | N.D.   | N.D.        |            |            |         |           |
| Viktor Röthlin | Maratona       | N.D.     | N.D.      | N.D.   | N.D.        | N.D.       | N.D.       | 2h12"48 | 11°       |
| Reto Schenkel  | 200 m piani    | 20"98    | 7°        | non    | qualificato |            |            |         |           |
| Alex Wilson    | 200 m piani    |          |           |        |             |            |            |         |           |

### Donne
Gare di corsa su pista e su strada
| Atleta                                                                                      | Garata          | Batteria | Batteria  | Quarti | Quarti      | Semifinale | Semifinale | Finale  | Finale      |
| Atleta                                                                                      | Garata          | Tempo    | Posizione | Tempo  | Posizione   | Tempo      | Posizione  | Tempo   | Posizione   |
| ------------------------------------------------------------------------------------------- | --------------- | -------- | --------- | ------ | ----------- | ---------- | ---------- | ------- | ----------- |
| Maja Neuenschwander                                                                         | Maratona        | N.D.     | N.D.      | N.D.   | N.D.        | N.D.       | N.D.       | 2h34"50 | 53°         |
| Lea Sprunger                                                                                | 200 m piani     | 23"27    | 4°        | non    | qualificata |            |            |         |             |
| Noemi Zbären                                                                                | 100 m ostacoli  | 13"33    | 6°        | non    | qualificata |            |            |         |             |
| Michelle Cueni Jacqueline Gasser Mujinga Kambundji Clélia Reuse Ellen Sprunger Lea Sprunger | Staffetta 4×100 | 43"54    | 7°        | N.D.   | N.D.        | N.D.       | N.D.       | non     | qualificate |

Salto
| Atleta                | Gara             | Qualificazione | Qualificazione | Finale   | Finale      |
| Atleta                | Gara             | Distanza       | Posizione      | Distanza | Posizione   |
| --------------------- | ---------------- | -------------- | -------------- | -------- | ----------- |
| Nicole Büchler        | Salto con l'asta | 4.25 m.        | 11°            | non      | qualificata |
| Irene Chiara Pusterla | Salto in lungo   | 6.20 m.        | 13°            | non      | qualificata |

Eptathlon
| Atleta         |           | 100 ostacoli | Alto    | Peso     | 200 m | Lungo   | Giavellotto | 800 m | Punteggio | Posizione |
| -------------- | --------- | ------------ | ------- | -------- | ----- | ------- | ----------- | ----- | --------- | --------- |
| Ellen Sprunger | Risultato | 13"35        | 1.71 m. | 12.62 m. | 23"59 | 5.88 m. | 45.63 m.    | 4°    | 6107      | 19°       |
| Ellen Sprunger | Punti     | 1072         | 867     | 702      | 1020  | 813     | 776         | 857   | 6107      | 19°       |

## Badminton
Nel badminton si è qualificata una sola atleta, Sabrina Jaquet, selezionata l'11 maggio 2012.
| Atleta         | Gara              | Fase a gironi         | Fase a gironi        | Fase a gironi | Eliminazioni         | Quarti               | Semifinale           | Finale               | Finale    |
| Atleta         | Gara              | Avversario Risultato  | Avversario Risultato | Posizione     | Avversario Risultato | Avversario Risultato | Avversario Risultato | Avversario Risultato | Posizione |
| -------------- | ----------------- | --------------------- | -------------------- | ------------- | -------------------- | -------------------- | -------------------- | -------------------- | --------- |
| Sabrina Jaquet | Singolo femminile | S. Neiwal (Ind) P 0-2 | L. Tan (Bel) P 0-2   | 3°            | non qualificata      |                      |                      |                      |           |

## Beach volley
Per il beach volley si sono qualificate tre coppie, due maschili e una femminile.
| Atleta                                 | Gara   | Primo turno                                                   | Posizione | Ottavi                                     | Quarti               | Semifinale           | Finale               | Finale    |
| Atleta                                 | Gara   | Avversario Risultato                                          | Posizione | Avversario Risultato                       | Avversario Risultato | Avversario Risultato | Avversario Risultato | Posizione |
| -------------------------------------- | ------ | ------------------------------------------------------------- | --------- | ------------------------------------------ | -------------------- | -------------------- | -------------------- | --------- |
| Jefferson Bellaguarda Patrick Heuscher | Uomini | Girone A Lupo – Nicolai Cerutti – Rego Doppler – Horst        | 2° Q      | Nummerdor-Schuil (Ned) P 0-2 (20-22 15-21) | Non qualificati      |                      |                      |           |
| Sébastien Chevallier Sascha Heyer      | Uomini | Girone C Wu – Xu Prokopiev – Semenov Brink – Reckermann       | 2° Q      | Fjałek-Prudel (Pol) P 0-2 (18-21 17-21)    | Non qualificati      |                      |                      |           |
| Simone Kuhn Nadine Zumkehr             | Donne  | Girone B Arvaniti – Tsiartsiani Xue – Zhang Vasina – Vozakova | 3° Q      | Kessy-Ross (Usa) P 0-2 (15-21 19-21)       | Non qualificate      |                      |                      |           |

## Calcio

### Maschile
La Svizzera maschile si è qualificata ai Giochi per aver raggiunto la finale degli europei Under-21. Al torneo prendono parte 18 calciatori, di cui 3 "fuori quota", cioè calciatori con più di 23 anni.
Convocazioni
Commissario tecnico: Pierluigi Tami
| N. | Pos. | Giocatore            | Data nascita (età)         | Pres. | Reti | Squadra      |
| -- | ---- | -------------------- | -------------------------- | ----- | ---- | ------------ |
| 1  | P    | Diego Benaglio* (c)  | 8 settembre 1983 (28 anni) | 1     | 0    | Wolfsburg    |
| 2  | C    | Xavier Hochstrasser* | 1º luglio 1988 (24 anni)   | 1     | 0    | Luzern       |
| 3  | D    | Fabio Daprelà        | 19 febbraio 1991 (21 anni) | 1     | 0    | Brescia      |
| 4  | C    | Oliver Buff          | 3 agosto 1992 (19 anni)    | 0     | 0    | Zurigo       |
| 5  | D    | François Affolter    | 13 marzo 1991 (21 anni)    | 1     | 0    | Werder Brema |
| 6  | C    | Alain Wiss           | 21 agosto 1990 (21 anni)   | 1     | 0    | Luzern       |
| 7  | A    | Innocent Emeghara    | 27 maggio 1989 (23 anni)   | 1     | 0    | Lorient      |
| 8  | C    | Amir Abrashi         | 27 marzo 1990 (22 anni)    | 1     | 0    | Grasshopper  |
| 9  | C    | Fabian Frei          | 8 gennaio 1989 (23 anni)   | 1     | 0    | Basel        |
| 10 | C    | Pajtim Kasami        | 2 giugno 1992 (20 anni)    | 1     | 0    | Fulham       |
| 11 | A    | Admir Mehmedi        | 16 marzo 1991 (21 anni)    | 1     | 1    | Dinamo Kiev  |
| 12 | A    | Josip Drmić          | 8 agosto 1992 (19 anni)    | 1     | 0    | Zurigo       |
| 13 | D    | Ricardo Rodríguez    | 25 agosto 1992 (19 anni)   | 1     | 0    | Wolfsburg    |
| 14 | A    | Steven Zuber         | 17 agosto 1991 (20 anni)   | 1     | 0    | Grasshopper  |
| 15 | D    | Timm Klose*          | 9 maggio 1988 (24 anni)    | 1     | 0    | Norimberga   |
| 16 | D    | Fabian Schär         | 20 dicembre 1991 (20 anni) | 1     | 0    | Basel        |
| 17 | D    | Michel Morganella    | 17 maggio 1989 (23 anni)   | 1     | 0    | Palermo      |
| 18 | P    | Benjamin Siegrist    | 31 gennaio 1992 (20 anni)  | 0     | 0    | Aston Villa  |

* Fuori quota
Fase a gironi
| Pos. | Squadra       | Pt | G | V | N | P | GF | GS | DR |
| ---- | ------------- | -- | - | - | - | - | -- | -- | -- |
| 1.   | Messico       | 7  | 3 | 2 | 1 | 0 | 3  | 0  | +3 |
| 2.   | Corea del Sud | 5  | 3 | 1 | 2 | 0 | 2  | 1  | +1 |
| 3.   | Gabon         | 2  | 3 | 0 | 2 | 1 | 1  | 3  | -2 |
| 4.   | Svizzera      | 1  | 3 | 0 | 1 | 2 | 2  | 4  | -2 |

| Arbitro: | Roldán |

|                |           |                   |
| Aubameyang 45’ | Marcatori | 5’ (rig.) Mehmedi |

| Arbitro: | Orosco |

|                                     |           |              |
| Park Chu-Young 57’ Kim Bo-Kyung 64’ | Marcatori | 60’ Emeghara |

| Arbitro: | Irmatov |

|             |           |  |
| Peralta 69’ | Marcatori |  |

## Canoa/kayak
Due atleti svizzeri si sono qualificati nella canoa/kayak, entrambi nelle gare di slalom.
| Atleta        | Gara                | Qualificazione | Qualificazione | Qualificazione | Qualificazione | Qualificazione | Qualificazione | Semifinale | Semifinale  | Finale | Finale      | Totale | Posizione |
| Atleta        | Gara                | Prima manche   | Posizione      | Seconda manche | Posizione      | Totale         | Posizione      | Tempo      | Posizione   | Tempo  | Posizione   | Totale | Posizione |
| ------------- | ------------------- | -------------- | -------------- | -------------- | -------------- | -------------- | -------------- | ---------- | ----------- | ------ | ----------- | ------ | --------- |
| Mike Kurt     | Slalom K1 maschile  | 88.14          | 7°             | 88.48          | 7°             | 88.14          | 7°Q            | 147.35     | 13°         | Non    | qualificato |        |           |
| Elise Chabbey | Slalom K1 femminile | 162.92         | 20°            | 126.46         | 20°            | 126.46         | 20°            | non        | qualificata |        |             |        |           |

## Canottaggio
Gli atleti svizzeri qualificati nel canottaggio sono 8. La qualificazione è arrivata per tutti l'11 maggio 2012.
| Atleta                                                           | Gara                 | Batteria | Batteria  | Ripescaggio | Ripescaggio | Quarti | Quarti    | Semifinale | Semifinale | Finale  | Finale      |
| Atleta                                                           | Gara                 | Tempo    | Posizione | Tempo       | Posizione   | Tempo  | Posizione | Tempo      | Posizione  | Tempo   | Posizione   |
| ---------------------------------------------------------------- | -------------------- | -------- | --------- | ----------- | ----------- | ------ | --------- | ---------- | ---------- | ------- | ----------- |
| Augustin Maillefer Nico Stahlberg Florian Stofer André Vonarburg | 4 di coppia maschile | 5'45"13  | 4° R      | 5'44"90     | 3° Q        | N.D.   | N.D.      | 6'19"64    | 6°         | non     | qualificati |
| Mario Gyr Simon Niepmann Simon Schürch Lucas Tramèr              | 4 senza pesi leggeri | 5'53"56  | 1° Q      | N.          | D.          | N.D.   | N.D.      | 6'00"97    | 2° Q       | 6'09"30 | 5°          |

## Ciclismo
Nel ciclismo si sono qualificati 11 atleti: 5 per le prove su strada, altrettanti per la mountain bike e uno per la BMX.

### Strada
| Atleta            | Gara                    | Tempo    | Posizione |
| ----------------- | ----------------------- | -------- | --------- |
| Michael Albasini  | Corsa in linea maschile | s.t.     | 96°       |
| Fabian Cancellara | Corsa in linea maschile | 5h51'00" | 106°      |
| Fabian Cancellara | Cronometro maschile     | 5'58"84  | 30°       |
| Grégory Rast      | Corsa in linea maschile | s.t.     | 8°        |
| Michael Schär     | Corsa in linea maschile | s.t.     | 87°       |

### Mountain bike
Nino Schurter si è qualificato nel mese di settembre 2011. Ralf Näf e Florian Vogel si sono qualificati il 25 maggio 2012. Fabian Giger è stato chiamato a sua volta come prima riserva in caso di ritiro di un atleta convocato. Lo stesso giorno Katrin Leumann e Esther Süss si sono qualificate per la competizione femminile.
| Atleta         | Gara   | Tempo   | Posizione |
| -------------- | ------ | ------- | --------- |
| Ralf Näf       | Uomini | 1'32"58 | 18°       |
| Nino Schurter  | Uomini | 1'29"08 | 2°        |
| Florian Vogel  | Uomini | 1'34"36 | 25°       |
| Katrin Leumann | Donne  |         |           |
| Esther Süss    | Donne  |         |           |

### BMX
| Atleta             | Gara   | Qualificazione | Qualificazione | Quarti | Quarti    | Semifinale | Semifinale | Finale | Finale    |
| Atleta             | Gara   | Tempo          | Posizione      | Tempo  | Posizione | Tempo      | Posizione  | Tempo  | Posizione |
| ------------------ | ------ | -------------- | -------------- | ------ | --------- | ---------- | ---------- | ------ | --------- |
| Roger Rinderknecht | Uomini |                |                |        |           |            |            |        |           |

## Equitazione
Nell'equitazione si sono qualificati quattro atleti svizzeri, tutti nel salto ostacoli. La Svizzera si è qualificata perché la sua squadra è stata una delle tre squadre non qualificate meglio piazzate ai campionati europei di salto ostacoli 2011.
| Atleta                                                 | Cavallo             | Gara           | Qualificazione | Qualificazione | Qualificazione | Qualificazione | Qualificazione | Qualificazione | Qualificazione | Qualificazione | Finale   | Finale    | Finale   | Finale  | Finale    | Totale   | Totale    |
| Atleta                                                 | Cavallo             | Gara           | 1º turno       | 1º turno       | 2º turno       | 2º turno       | 2º turno       | 3º turno       | 3º turno       | 3º turno       | Round A  | Round A   | Round B  | Round B | Round B   | Totale   | Totale    |
| Atleta                                                 | Cavallo             | Gara           | Penalità       | Posizione      | Penalità       | Totale         | Posizione      | Penalità       | Totale         | Posizione      | Penalità | Posizione | Penalità | Totale  | Posizione | Penalità | Posizione |
| ------------------------------------------------------ | ------------------- | -------------- | -------------- | -------------- | -------------- | -------------- | -------------- | -------------- | -------------- | -------------- | -------- | --------- | -------- | ------- | --------- | -------- | --------- |
| Paul Estermann                                         | Castlefield Eclipse | Individuale    |                |                |                |                |                |                |                |                |          |           |          |         |           |          |           |
| Steve Guerdat                                          | Nino de Buissonnets | Individuale    |                |                |                |                |                |                |                |                |          |           |          |         |           |          |           |
| Werner Muff                                            | Kiamon              | Individuale    |                |                |                |                |                |                |                |                |          |           |          |         |           |          |           |
| Pius Schwizer                                          | Carlina             | Individuale    |                |                |                |                |                |                |                |                |          |           |          |         |           |          |           |
| Paul Estermann Steve Guerdat Werner Muff Pius Schwizer | Come sopra          | Gara a squadre | N.D.           | N.D.           |                |                |                |                |                |                | N.D.     | N.D.      | N.D.     | N.D.    | N.D.      |          |           |

## Ginnastica
I ginnasti svizzeri qualificati sono due, ed entrambi parteciperanno alle competizioni di ginnastica artistica.
Uomini
| Atleta          | Gara                 | Attrezzo | Attrezzo | Attrezzo | Attrezzo | Attrezzo | Attrezzo | Qualificazioni | Qualificazioni | Apparato | Apparato | Apparato | Apparato | Apparato | Apparato | Finale | Finale    |
| Atleta          | Gara                 | V        | CL       | A        | CV       | P        | S        | Totale         | Posizione      | V        | CL       | A        | CV       | P        | S        | Totale | Posizione |
| --------------- | -------------------- | -------- | -------- | -------- | -------- | -------- | -------- | -------------- | -------------- | -------- | -------- | -------- | -------- | -------- | -------- | ------ | --------- |
| Claudio Capelli | Individuale maschile |          |          |          |          |          |          |                |                |          |          |          |          |          |          |        |           |

Donne
| Atleta             | Gara                  | Attrezzo | Attrezzo | Attrezzo | Attrezzo | Qualificazioni | Qualificazioni | Attrezzo | Attrezzo | Attrezzo | Attrezzo | Finale | Finale    |
| Atleta             | Gara                  | V        | CL       | PA       | T        | Totale         | Posizione      | V        | CL       | PA       | T        | Totale | Posizione |
| ------------------ | --------------------- | -------- | -------- | -------- | -------- | -------------- | -------------- | -------- | -------- | -------- | -------- | ------ | --------- |
| Giulia Steingruber | Individuale femminile |          |          |          |          |                |                |          |          |          |          |        |           |

## Judo
La qualificazione è arrivata per due judoka svizzeri.
| Atleta             | Gara             | Primo turno          | Secondo turno        | Terzo turno          | Quarti               | Semifinale           | Ripescaggio 1        | Ripescaggio 2        | Finale               | Finale    |
| Atleta             | Gara             | Avversario Risultato | Avversario Risultato | Avversario Risultato | Avversario Risultato | Avversario Risultato | Avversario Risultato | Avversario Risultato | Avversario Risultato | Posizione |
| ------------------ | ---------------- | -------------------- | -------------------- | -------------------- | -------------------- | -------------------- | -------------------- | -------------------- | -------------------- | --------- |
| Ludovic Chammartin | -60 kg maschile  |                      |                      |                      |                      |                      |                      |                      |                      |           |
| Juliane Robra      | -70 kg femminile | N.D.                 |                      |                      |                      |                      |                      |                      |                      |           |

## Lotta
L'unico atleta qualificato per la Svizzera è Pascal Strebel, che ha ottenuto la possibilità di competere nella lotta greco-romana l'11 maggio 2012.
| Atleta         | Gara   | Qualificazione       | Ottavi               | Quarti               | Semifinale           | Ripescaggio 1        | Ripescaggio 2        | Finale               | Finale    |
| Atleta         | Gara   | Avversario Risultato | Avversario Risultato | Avversario Risultato | Avversario Risultato | Avversario Risultato | Avversario Risultato | Avversario Risultato | Posizione |
| -------------- | ------ | -------------------- | -------------------- | -------------------- | -------------------- | -------------------- | -------------------- | -------------------- | --------- |
| Pascal Strebel | -66 kg |                      |                      |                      |                      |                      |                      |                      |           |

## Nuoto
Per accedere ai Giochi in ciascuna specialità era necessario nuotare entro il Tempo di qualificazione olimpica (in inglese Olympic Qualifying Time, OQT) definito dalla FINA o, fino a un massimo di atleta per Federazione, entro il Tempo di selezione olimpica (in inglese Olympic Selection Time, OST)). Per ciascuna Federazione era comunque ammesso un massimo di due atleti per specialità. Il tempo di qualificazione o di selezione doveva essere stabilito fra il 1º marzo 2011 e il 18 giugno 2012. A qualificarsi sono stati sette atleti svizzeri.
Uomini
| Atleta           | Gara                   | Batteria | Batteria  | Semifinale | Semifinale | Finale | Finale    |
| Atleta           | Gara                   | Tempo    | Posizione | Tempo      | Posizione  | Tempo  | Posizione |
| ---------------- | ---------------------- | -------- | --------- | ---------- | ---------- | ------ | --------- |
| Yannick Kaeser   | 200 m rana             |          |           |            |            |        |           |
| David Karasek    | 200 m misti            |          |           |            |            |        |           |
| Alexandre Liess  | 200 m farfalla         |          |           |            |            |        |           |
| Dominik Meichtry | 100 metri stile libero |          |           |            |            |        |           |
| Dominik Meichtry | 200 metri stile libero |          |           |            |            |        |           |
| Dominik Meichtry | 400 metri stile libero |          |           |            |            |        |           |
| Dominik Meichtry | 100 m farfalla         |          |           |            |            |        |           |

Donne
| Atleta             | Gara                  | Batteria | Batteria  | Semifinale | Semifinale | Finale | Finale    |
| Atleta             | Gara                  | Tempo    | Posizione | Tempo      | Posizione  | Tempo  | Posizione |
| ------------------ | --------------------- | -------- | --------- | ---------- | ---------- | ------ | --------- |
| Swann Oberson      | 10 km in acque libere | N.D.     | N.D.      | N.D.       | N.D.       |        |           |
| Martina Van Berkel | 200 m farfalla        |          |           |            |            |        |           |
| Danielle Villars   | 200 m stile libero    |          |           |            |            |        |           |
| Danielle Villars   | 100 m farfalla        |          |           |            |            |        |           |

## Nuoto sincronizzato
Per la Svizzera si è qualificato il duo composto da Pamela Fischer e Anja Nyffeler.
| Atleta                       | Gara | Routine tecnica | Routine tecnica | Routine libera (preliminare) | Routine libera (preliminare) | Routine libera (preliminare) | Routine libera (finale) | Routine libera (finale) | Routine libera (finale) |
| Atleta                       | Gara | Punti           | Posizione       | Punti                        | Totale (tecnica+libera)      | Posizione                    | Punti                   | Totale (tecnica+libera) | Posizione               |
| ---------------------------- | ---- | --------------- | --------------- | ---------------------------- | ---------------------------- | ---------------------------- | ----------------------- | ----------------------- | ----------------------- |
| Pamela Fischer Anja Nyffeler | Duo  |                 |                 |                              |                              |                              |                         |                         |                         |

## Scherma
Gli schermidori svizzeri qualificati sono tre. La qualificazione per tutti e tre gli atleti - gli spadisti Fabian Kauter, Max Heinzer e Tiffany Geroudet - è arrivata l'11 maggio 2012.
Uomini
| Atleta        | Gara                       | Primo turno          | Secondo turno        | Terzo turno          | Quarti               | Semifinale           | Finale               | Finale    |
| Atleta        | Gara                       | Avversario Risultato | Avversario Risultato | Avversario Risultato | Avversario Risultato | Avversario Risultato | Avversario Risultato | Posizione |
| ------------- | -------------------------- | -------------------- | -------------------- | -------------------- | -------------------- | -------------------- | -------------------- | --------- |
| Max Heinzer   | Spada individuale maschile |                      |                      |                      |                      |                      |                      |           |
| Fabian Kauter | Spada individuale maschile |                      |                      |                      |                      |                      |                      |           |

Donne
| Atleta           | Gara                        | Primo turno          | Secondo turno        | Terzo turno          | Quarti               | Semifinale           | Finale               | Finale    |
| Atleta           | Gara                        | Avversario Risultato | Avversario Risultato | Avversario Risultato | Avversario Risultato | Avversario Risultato | Avversario Risultato | Posizione |
| ---------------- | --------------------------- | -------------------- | -------------------- | -------------------- | -------------------- | -------------------- | -------------------- | --------- |
| Tiffany Geroudet | Spada individuale femminile |                      |                      |                      |                      |                      |                      |           |

## Tennis
I tennisti svizzeri qualificati sono due.
| Atleta                      | Gara               | Primo turno                 | Secondo turno        | Terzo turno          | Quarti               | Semifinale           | Finale               | Finale    |
| Atleta                      | Gara               | Avversario Risultato        | Avversario Risultato | Avversario Risultato | Avversario Risultato | Avversario Risultato | Avversario Risultato | Posizione |
| --------------------------- | ------------------ | --------------------------- | -------------------- | -------------------- | -------------------- | -------------------- | -------------------- | --------- |
| Roger Federer               | Singolare maschile | Alejandro Falla (Colombia)  |                      |                      |                      |                      |                      |           |
| Stan Wawrinka               | Singolare maschile | Andy Murray (Gran Bretagna) |                      |                      |                      |                      |                      |           |
| Roger Federer Stan Wawrinka | Doppio maschile    | Nishikori Soeda (Giappone)  |                      |                      |                      |                      |                      |           |

## Triathlon
I triatleti svizzeri qualificati sono quattro.
| Atleta        | Gara   | Nuoto (1.5 km) | Ciclismo (40 km) | Corsa (10 km) | Totale | Posizione |
| ------------- | ------ | -------------- | ---------------- | ------------- | ------ | --------- |
| Sven Riederer | Uomini |                |                  |               |        |           |
| Ruedi Wild    | Uomini |                |                  |               |        |           |
| Daniela Ryf   | Donne  |                |                  |               |        |           |
| Nicola Spirig | Donne  |                |                  |               |        |           |

## Tiro
Per la Svizzera si sono qualificati sette atleti.
Uomini
| Atleta           | Gara                             | Qualificazioni | Qualificazioni | Finale | Finale    |
| Atleta           | Gara                             | Punti          | Posizione      | Punti  | Posizione |
| ---------------- | -------------------------------- | -------------- | -------------- | ------ | --------- |
| Simon Beyeler    | Carabina 50 metri 3 posizioni    |                |                |        |           |
| Simon Beyeler    | Carabina 10 metri aria compressa |                |                |        |           |
| Marcel Bürge     | Carabina 50 metri 3 posizioni    |                |                |        |           |
| Marcel Bürge     | Carabina 50 metri a terra        |                |                |        |           |
| Pascal Loretan   | Carabina 50 metri a terra        |                |                |        |           |
| Pascal Loretan   | Carabina 10 metri aria compressa |                |                |        |           |
| Fabio Ramella    | Skeet                            |                |                |        |           |
| Patrick Scheuber | Pistola 10 metri aria compressa  |                |                |        |           |

Donne
| Atleta         | Gara                             | Qualificazioni | Qualificazioni | Finale    | Finale    |
| Atleta         | Gara                             | Punteggio      | Posizione      | Punteggio | Posizione |
| -------------- | -------------------------------- | -------------- | -------------- | --------- | --------- |
| Heidi Diethelm | Pistola 25 metri                 |                |                |           |           |
| Heidi Diethelm | Pistola 10 metri aria compressa  |                |                |           |           |
| Annik Marguet  | Carabina 50 metri 3 posizioni    |                |                |           |           |
| Annik Marguet  | Carabina 10 metri aria compressa |                |                |           |           |

## Tiro con l'arco
Per la Svizzera si sono qualificati due arcieri.
| Atleta          | Gara                  | Turno di qualificazione | Turno di qualificazione | Turno 1              | Turno 2              | Ottavi               | Quarti               | Semifinali           | Finale               | Finale    |
| Atleta          | Gara                  | Punteggio               | Posizione               | Avversario punteggio | Avversario punteggio | Avversario punteggio | Avversario punteggio | Avversario punteggio | Avversario punteggio | Posizione |
| --------------- | --------------------- | ----------------------- | ----------------------- | -------------------- | -------------------- | -------------------- | -------------------- | -------------------- | -------------------- | --------- |
| Axel Müller     | Individuale maschile  |                         |                         |                      |                      |                      |                      |                      |                      |           |
| Nathalie Dielen | Individuale femminile |                         |                         |                      |                      |                      |                      |                      |                      |           |

## Vela
I velisti svizzeri qualificati sono sei. Yannick Brauchli, Romuald Hausser, Flavio Marazzi, Enrico De Maria, Richard Stauffacher e Nathalie Brugger si sono qualificati il 5 giugno 2012.
Uomini
| Atleta                           | Gara | Regata | Regata | Regata | Regata | Regata | Regata | Regata | Regata | Regata | Regata | Regata | Punteggio | Posizione finale |
| Atleta                           | Gara | 1      | 2      | 3      | 4      | 5      | 6      | 7      | 8      | 9      | 10     | M*     | Punteggio | Posizione finale |
| -------------------------------- | ---- | ------ | ------ | ------ | ------ | ------ | ------ | ------ | ------ | ------ | ------ | ------ | --------- | ---------------- |
| Richard Stauffacher              | RS:X |        |        |        |        |        |        |        |        |        |        |        |           |                  |
| Yannick Brauchli Romuald Hausser | 470  |        |        |        |        |        |        |        |        |        |        |        |           |                  |
| Flavio Marazzi Enrico De Maria   | Star |        |        |        |        |        |        |        |        |        |        |        |           |                  |

Donne
| Atleta           | Gara  | Regata | Regata | Regata | Regata | Regata | Regata | Regata | Regata | Regata | Regata | Regata | Punteggio | Posizione finale |
| Atleta           | Gara  | 1      | 2      | 3      | 4      | 5      | 6      | 7      | 8      | 9      | 10     | M*     | Punteggio | Posizione finale |
| ---------------- | ----- | ------ | ------ | ------ | ------ | ------ | ------ | ------ | ------ | ------ | ------ | ------ | --------- | ---------------- |
| Nathalie Brugger | Laser |        |        |        |        |        |        |        |        |        |        |        |           |                  |

* M = Medal race con punteggio doppio